# Apocephalus paldiae
Apocephalus paldiae är en tvåvingeart som beskrevs av Brown 2000. Apocephalus paldiae ingår i släktet Apocephalus och familjen puckelflugor. Inga underarter finns listade i Catalogue of Life.